# Marcipa pulchra
Marcipa pulchra là một loài bướm đêm trong họ Erebidae.